# Racice
Racice – wieś w Polsce położona w województwie kujawsko-pomorskim, w powiecie inowrocławskim, w gminie Kruszwica.
W latach 1954-1961 wieś była siedzibą gromady Racice. W latach 1975–1998 miejscowość administracyjnie należała do województwa bydgoskiego.
We wsi był przystanek kolejowy Racice.

## Demografia
W latach 1816–1820 właścicielem dóbr Racice był Franciszek Karłowski.
W 1831 r. w Racicach było 66 mieszkańców.
W 1837 r. w Racicach było 40 domów i 66 mieszkańców, dawało komfortowe warunki życia – 1,65 osoby/dom. Właścicielem wsi był w tym czasie Zawadzki.
Według Narodowego Spisu Powszechnego (III 2011 r.) wieś liczyła 194 mieszkańców. Jest 21. co do wielkości miejscowością gminy Kruszwica.